# 散逸構造

重力場におけるベナール・セル

散逸構造（さんいつこうぞう、dissipative structure）とは、熱力学的に平衡でない状態にある開放系構造を指す。すなわち、エネルギーが散逸していく流れの中に自己組織化のもとが発生する、定常的な構造である。イリヤ・プリゴジンが提唱し、ノーベル賞を受賞した。定常開放系、非平衡開放系とも言う。
散逸構造は、岩石のようにそれ自体で安定した自らの構造を保っているような構造とは異なり、例えば潮という運動エネルギーが流れ込むことによって生じる内海の渦潮のように、一定の入力のあるときにだけその構造が維持され続けるようなものを指す。
味噌汁が冷えていくときや、太陽の表面で起こっているベナール対流の中に生成される自己組織化されたパターンを持ったベナール・セルの模様なども、散逸構造の一例である。またプラズマの中に自然に生まれる構造や、宇宙の大規模構造に見られる超空洞が連鎖したパンケーキ状の空洞のパターンも、散逸構造生成の結果である。
散逸構造系は開放系であるため、エントロピーは一定範囲に保たれ、系の内部と外部の間でエネルギーのやり取りもある。生命現象は定常開放系としてシステムが理解可能であり、注目されている。
従来の熱力学は主に平衡熱力学を扱うものが中心であったが、定常熱力学が新たに注目を集めている。

## 社会学・経済学
また、社会学・経済学においても、新しいシステムとして研究されている。今田高俊は、散逸構造などが揺らぎを通して自己組織化することに注目している。塩沢由典は、経済は均衡系（平衡系と同義の経済学用語）ではなく、散逸構造とみなすべきであると主張している。